# Dactyloptena macracantha
Dactyloptena macracantha — вид скорпеноподібних риб родини Довгоперові (Dactylopteridae). Це морський демерсальний вид, що поширений на заході Тихого океану та в Індійському океані від берегів Індії та Шрі-Ланки до Нової Гвінеї та Австралії на глибині 45-177 м. Максимальний розмір тіла сягає 30 см.